# Đoàn kị binh số 1
Đoàn kị binh số 1 (tiếng Nga: Первая конная) là một vở kịch Cách mạng ra đời năm 1929 của nhà viết kịch nổi tiếng Liên Xô Vsevolod Vishnevsky.
Cảm hứng bi tráng Cách mạng là đặc điểm nổi bật trong phong cách nghệ thuật của Vishnevsky. Nhằm cách tân nghệ thuật viết kịch cho phù hợp với thực tại mới, trong khi viết Đoàn kị binh số 1, ông đã bộc lộ một vài kiến giải cực đoan: Kịch mới không cần có cốt truyện xoay quanh tính cách, số phận một số nhân vật, không cần đi sâu vào tâm lý cá nhân; hành động kịch hoàn toàn tự do tiến triển liên tục trong không gian và thời gian.

## Nội dung
Đoàn kị binh số 1 được xây dựng dưới hình thức một "ký sự biên niên" về những sự kiện lịch sử diễn ra suốt từ năm 1913 đến 1929, gồm đến gần 40 phân cảnh.

## Đánh giá
Một điểm cực đoan của Vishnevsky là trong vở kịch chỉ một nhân vật có tên riêng - Một chiến sĩ Cách mạng vốn xuất thân từ nông dân, trưởng thành trong chiến đấu, trở nên một cán bộ chỉ huy Hồng quân, còn các nhân vật khác chỉ có tên gọi chung chung như: Công nhân, sĩ quan, chỉ huy trưởng,...

## Chuyển thể
- Đoàn kị binh số 1 (phim, 1941)
- Đoàn kị binh số 1 (phim, 1984)